# Zheng Yisao

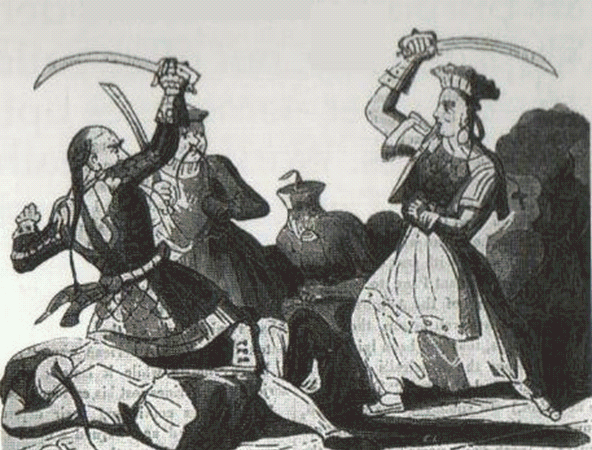
Darstellung aus den 1830er Jahren, Zheng Yisao rechts

Zheng Yisao (chinesisch 鄭一嫂, Pinyin Zhèng Yīsǎo, u. a. auch: Witwe Cheng, Cheng I Sao, Cheng Shi; * 1775; † 1844) war eine chinesische Piratin, die Anfang des 19. Jh. im Südchinesischen Meer und an Südchinas Küste aktiv war.

## Herkunft
Sie war eine ehemalige Prostituierte aus Kanton, die 1801 den Piratenführer Zheng Yi (Cheng I, Cheng Wen-hsien, Cheng Yih, 1765–1807) heiratete und mit ihm zwei Söhne hatte. Nur sechs Jahre später kam dieser unter ungeklärten Umständen ums Leben. Laut Yuan Yun-lun starb er in einem schweren Sturm, nach einer anderen Version im Kampf an der vietnamesischen Küste. Zheng Yisao übernahm die Nachfolge als Führerin der Piratenflotte und ging eine Allianz mit einem unter den Piraten beliebten Anführer namens Zhāng Bǎozǎi (Chang Pao, Cheung Po Tsai, 1786–1822) ein, die durch eine sexuelle Beziehung begleitet wurde. Er war ursprünglich ein Fischersohn gewesen, der von ihrem Mann gefangen genommen, ausgebildet und adoptiert wurde. Sie machte ihn zum Flottenbefehlshaber und spielte damit die Familie ihres Mannes und andere Anführer der Allianz aus.
Zusammen stellten sie einen recht strengen Verhaltenskodex für Piraten auf, der auch die Behandlung der Zivilbevölkerung zu regeln versuchte. Diebstahl, Ungehorsam und Vergewaltigung wurden mit dem Tod bestraft.

## Bedrohung Kantons, Amnestie
Zwischen ihrer Gründung 1804/1805 und 1810 besiegte die Piratenallianz verschiedene Militärführer, verursachte die Absetzung zweier Generalgouverneure und bedrohte 1808/1809 sogar Kanton und Umgebung. Auf dem Höhepunkt ihrer Macht umfasste die Flotte rund 200 hochseetüchtige Dschunken mit je 20 bis 30 Geschützen und bis zu 400 Mann Besatzung. Dazu kamen 600 bis 800 kleinere Küstenschiffe, mit 12 bis 25 Geschützen und bis zu 200 Mann Besatzung und dazu viele kleine Flussschiffe. Somit lässt sich eine Flottengröße von mindestens 80.000 bis 100.000 Mann auf mindestens 800 bis 1000 Schiffen erahnen.
Angesichts der Notlage rief der neue Generalgouverneur Pai Ling die Briten und Portugiesen zu Hilfe, zog große Streitkräfte zusammen und bot gleichzeitig eine Amnestie an. Zu seinem Vorteil wurde die Piratenallianz durch die Rivalität zwischen Zhāng Bǎozǎi und Guo Podai geschwächt, einem Literaten und langjährigen Gefolgsmann Zheng Yis, der schließlich zur Regierung überlief.
Zheng Yisao ging daher im April 1810 persönlich nach Kanton und akzeptierte die Amnestie, wohl wissend, dass ihre Flotte auch ohne sie eine gefährliche Bedrohung darstellen würde und sich Pai Ling daher keinen Verrat leisten konnte. Die Piraten durften die Beute behalten und in den Dienst der Marine treten, mussten aber Schiffe und Waffen abgeben.

## Späte Jahre
Nach der Amnestie lebte das Paar zunächst in Kanton. Die Verwandtschaftsbeziehung zwischen beiden – Adoptivmutter und Adoptivsohn – wurde vom Gouverneur aufgelöst, sodass sie nun offiziell heiraten konnten. Zhāng Bǎozǎi wurde Marineoffizier und durfte eine private Flotte aus 20 oder 30 Schiffen unterhalten. Zheng Yisao bekam einen weiteren Sohn, betrieb ein Spielcasino und umfangreichen Opiumschmuggel und lebte ein friedliches und wohlhabendes Leben in Kanton. Sie verstarb 1844 im Alter von 69 Jahren.

## Rezeption
Jorge Luis Borges schrieb über sie eine Kurzgeschichte in Form einer fiktionalisierten Biographie, die in der 1935 erschienenen Sammlung Universalgeschichte der Niedertracht enthalten ist.
Das Leben der Zheng Yisao wurde 2003 in dem Film Cantando dietro i paraventi (internationaler Titel: Singing Behind Screens) von Ermanno Olmi verfilmt. Ebenso thematisierte die Fernsehserie Doctor Who 2022 in der Episode Legend of the Sea Devil Zheng Yisaos Leben. Als Nebenfigur erscheint Zheng beim Treffen der Piratenfürsten in Pirates of the Caribbean – Am Ende der Welt von 2007.